# Крижень філіппінський
Крижень філіппінський (Anas luzonica) — вид водоплавних птахів родини качкових (Anatidae). Ендемік Філіппін.

## Поширення
Вид поширений на всіх великих і восьми менших островах Філіппінського архіпелагу. Бродяжні випадкові птахи спостерігалися на Тайвані. Мешкає у прісноводних і солоних водоймах, включаючи мангрові зарості, відкрите море та водотоки всередині лісу.

## Опис
Це качка середнього розміру, завдовжки 48-58 см. Має чорну корону, потилицю та смужку на очах. Голова та шия коричневі. Решта тіла сірувато-коричневого кольору з яскраво-зеленим дзеркалом на крилах. Ноги сірувато-коричневі, а дзьоб блакитно-сірий. Самиця трохи менша за самця, а забарвлення таке ж.

## Спосіб життя
Це водний вид, який харчується рибою, дрібними ракоподібними, комахами та водоростями.